# Louis Baert
Ludovicus „Louis“ Andreas Maria Baert (* 29. Dezember 1903 in Gent; † 11. Juli 1979 ebenda) war ein belgischer Fußballschiedsrichter und -funktionär.

## Sportlicher Werdegang
Baert leitete bereits im Alter von 25 Jahren beim 4:1-Auswärtserfolg der englischen Nationalmannschaft gegen Frankreich am 9. Mai 1929 sein erstes Länderspiel. Fünf Jahre später gehörte er zu den Schiedsrichtern bei der Weltmeisterschaftsendrunde 1934. Hier pfiff er das Viertelfinale der gastgebenden italienischen Mannschaft gegen Spanien, das nach Verlängerung Unentschieden endete. Dabei soll er den ursprünglich abgepfiffenen italienischen Ausgleichstreffer nach lautstarken Protesten der italienischen Mannschaft doch gegeben haben. Im unter Leitung des Schweizer René Mercet stehenden Wiederholungsspiel setzte sich der Gastgeber durch. Unterdessen sorgte Ivan Eklind dafür, dass Baert ihn als Linienrichter bei den weiteren Spielen der Italiener im Halbfinale und Finale unterstützte. Auch bei der Weltmeisterschaftsendrunde 1938 kam Baert zum Einsatz, wiederum leitete er ein Spiel der Italiener auf dem Weg zum Titelgewinn. Im Viertelfinale setzten sich diese unter seiner Leitung gegen Frankreich mit einem 3:1-Erfolg durch. Ein weiteres Mal war er im Turnierverlauf zudem erneut Linienrichter.
Bis 1952 war Baert als Spielleiter auf internationaler Ebene unterwegs. Neben Freundschaftsspielen leitete er zudem das Duell zwischen Schweden und Irland im Rahmen der Qualifikation zum WM-Turnier 1950 und Spiele im Rahmen des Europapokals der Nationalmannschaften und der Nordischen Meisterschaft. Insgesamt stand er in 34 Länderkämpfen auf dem Platz, mehrfach bei Mannschaften aus dem deutschsprachigen Raum. Elfmal war er dabei Spielleiter bei der Schweizer «Nati», achtmal spielte die deutsche Nationalmannschaft und zweimal Luxemburg – beide Spiele gingen gegen Deutschland verloren – unter seiner Leitung.
Nach dem Ende seiner aktiven Schiedsrichterlaufbahn engagierte Baert sich im belgischen Fußballverband. Bis 1971 saß er dort im Vorstand, ehe er acht Jahre später verstarb.